# Issouf Sosso
Issouf Sosso (ur. 11 sierpnia 1996 w Wagadugu) – burkiński piłkarz grający na pozycji środkowego obrońcy. Od 2022 jest zawodnikiem klubu AS Douanes Wagadugu.

## Kariera klubowa
Swoją karierę piłkarską Sosso rozpoczął w klubie US Ouagadougou. W sezonie 2015/2016 zadebiutował w jego barwach w pierwszej lidze burkińskiej. W debiutanckim sezonie wywalczył z nim wicemistrzostwo kraju. W 2018 roku trafił do Salitas FC. W sezonie 2018/2019 został z nim wicemistrzem Burkiny Faso. W latach 2020–2022 był zawodnikiem ASFA Yennenga. W 2021 zdobył z nim Puchar Burkiny Faso.  W 2022 przeszedł do AS Douanes Wagadugu. W sezonie 2022/2023 sięgnął z nim po dublet - mistrzostwo i puchar kraju.

## Kariera reprezentacyjna
W reprezentacji Burkiny Faso Sosso zadebiutował 22 września 2019 w wygranym 1:0 meczu Mistrzostw Narodów Afryki 2020 z Ghaną, rozegranym w Kumasi.